# Harold Cooke
Harold Douglas R Cooke (ur. 1895 w Shackerstone, zm. 1966 w Middlesbrough) – brytyjski hokeista na trawie na igrzyskach w Antwerpii 1920. Wraz z drużyną zdobył złoty medal.